# Краг, Енс Отто
Енс (Йенс) Отто Краг (дат. Jens Otto Krag; 15 сентября 1914, Раннерс, Ютландия, Дания — 22 июня 1978, Скиверен, Северная Ютландия, Дания) — датский государственный и политический деятель. Премьер-министр Дании с 3 сентября 1962 по 2 февраля 1968 года и с 11 октября 1971 по 5 октября 1972 года. 

## Биография

### Ранние годы
Родился 15 сентября 1914 года в городе Раннерс (Ютландия). В 1930 году вступил в молодёжную организацию Социал-демократической партии. В 1930-х годах переехал в Копенгаген, чтобы изучать экономику в городском университете. В то же время вёл активную партийную деятельность. Во время Второй мировой Войны консультировал профсоюзы по проблемам и вопросам экономики.

### Политическая карьера
В 1947 году был избран в парламент Дании и стал министром торговли. Поддерживал вступление Дании в НАТО в 1949 году. В 1950 году Краг покинул парламент из-за конфликтов с лидерами партии Вильгельмом Бюль и Хансом Кристианом Ханссеном. Желая обучиться лучше говорить по-английски и путешествовать по миру, он попросил о работе в датском посольстве в США. Краг получил работу и пребывал в Вашингтоне до 1953 года. Именно в этом году он был переизбран в парламент, и ещё раз стал министром, а в этом случае министром без портфеля. Через месяц его назначили министром внешних экономических связей. Он занимал этот пост до 1958 года, когда он стал министром иностранных дел.

#### Первое премьерство
3 сентября 1962 года сменил Вигго Кампманна на посту премьер-министра и председателя партии. При его первом премьерстве Дания несколько улучшила взаимоотношения с СССР, в феврале 1964 года он посетил СССР, в то время как в июне советский лидер Никита Хрущёв нанёс официальный визит в Данию. В то же время Дания сохраняли хорошие и тесные отношения с США. Во внутренней политике Краг был инициатором проведения реформ в области социального обеспечения и страхования и внедрения новых пенсионных систем и детских выплат. Ушёл с должности главы правительства после поражения своей партии на парламентских выборах 23 января 1968 года. 

#### Второе премьерство
11 октября 1971 года вновь стал премьер-министром после победы своей партии на очередных парламентских выборах. В январе 1972 года умер король Дании Фредерик IX, и на престол вступила его дочь Маргрете. В апреле того же года была проведена образовательная реформа, увеличившая продолжительность начального образования с 7 до 9 лет. Ещё через два месяца была введена система ежедневных пособий по болезни и беременности. 5 октября 1972 года Краг ушёл с должности премьер-министра и председателя Социал-демократической партии на фоне сложностей вокруг вступления страны в ЕЭС и неоднозначного отношения к этому со стороны ряда политиков и граждан. Его преемником во главе правительства и партии стал Анкер Йоргенсен.

### Смерть
22 июня 1978 года умер от остановки сердца на своей даче в Скиверене (Северная Ютландия). Похоронен на Западном кладбище Копенгагена.

## Наследие
В Дании широко признан одним из величайших датских политиков всех времен. Он был на переднем крае политики в течение 25 лет, большую часть этого времени занимая высокие министерские посты. Ему удалось поднять авторитет Дании на мировой арене, установив прочные отношения с другими европейскими лидерами, а также с американскими президентами Кеннеди и Джонсоном. Список его политических достижений также является одним из самых впечатляющих, поскольку он наблюдал за одним из самых продолжительных периодов экономического роста в истории Дании. Однако его самым большим достижением, которым он сам больше всего гордился, стало вступление Дании в Европейское экономическое сообщество в 1973 году. Выполнив эту задачу, он почувствовал, что может уйти в отставку в самый ответственный момент.
Он был одновременно одним из самых харизматичных и замкнутых датских политиков всех времен. Он никогда не наслаждался вниманием, которому ему приходилось подвергаться, и многие люди находили его довольно высокомерным. По словам его самого тщательного (и весьма сочувственного) биографа (Бо Лидегаард, Краг I-II, 2001/2002), он так и не освоился по-настоящему с ролью политика, всегда считая себя на пути "куда-то еще". Он всегда мечтал занять пост управляющего Национальным банком Дании. Только когда он окончательно ушел из политики в 1972 году, он понял, что не сможет достичь этой цели.
В датском телесериале "Креникен" (2004-2006) его сыграл актер Ларс Миккельсен.

## Награды
- Международная премия имени Карла Великого (19 мая 1966).

## Семья
Он был дважды женат, и у него были сын (Йенс Кристиан; родился в 1960 году) и дочь Астрид Хелен "Сессер" (1962-2014) от его второй жены, знаменитой актрисы Хелле Виркнер, а также еще один внебрачный ребенок (Питер Ханстед). Оба его брака закончились разводом, в основном из-за его собственной неверности. Во время своей политической карьеры он уже боролся с алкоголизмом - пагубной привычкой, которая стала более выраженной после его ухода на пенсию. Он умер от сердечной недостаточности в Скиверене, Дания, в возрасте 63 лет.

Крэг был атеистом.
1. ↑  Find a Grave (англ.) — 1996.